# Свобода Савика Шустера
«Свобода Савика Шустера» — украинская телевизионная общественно-политическая программа. Выходила на украинском телеканале Интер с 24 августа 2007 года по лето 2008. Автор и ведущий — журналист Савик Шустер. Транслировалась в прямом эфире каждую пятницу в 21:30 по киевскому времени и повторялась на следующее утро в записи.
Первый выпуск программы 24 августа 2007 был посвящён празднованию 16-й годовщины Независимости Украины. Были приглашены видные политические и общественные деятели, в частности Левко Лукьяненко, Юрий Луценко, Раиса Богатырева и другие.
Летом 2008 года программа сменила название на Шустер Live и переехала на телеканал «Украина». Премьера новой передачи состоялась 5 сентября 2008 года.

## Формат передачи
Программа выходила в пятницу, в конце недели. Выбирался ряд событий, актуальных для Украины, которые предлагались к обсуждению гостям программы. Участники обсуждения были разделены условно на два лагеря — сторонники правящей коалиции и представители оппозиции. Оппоненты сидели по разные стороны студии. От каждой стороны по очереди выступали по несколько представителей (спикеров), разъяснявшие точку зрения своей партии или блока на обсуждаемую тему. Роль приглашенных участников — задавать вопросы выступающим и делать свои небольшие комментарии с места. Очень часто обсуждение перерастало в обвинения оппонентами друг друга в приведении заведомо ложных фактов и попытках таким образом манипулировать общественным мнением.
Зрительный зал (аудитория в 200 человек) подбирался Киевским международным институтом социологии по всем критериям, которые должны были как можно полнее отражать демографический, социальный и имущественный срез украинского общества. Её роль — при помощи мини-компьютеров определять степень поддержки того или иного высказывания приглашённых лиц. В конце передачи определялось высказывание, получившее наибольшую степень поддержки, наименьшую степень поддержки и высказывание, которое «раскололо» Украину (получило ровно 50 %).
Наиболее частые темы программ «Свобода» — политические и экономические события на Украине (выборы, создание парламентской коалиции, противостояние различных политических сил, состояние национальной валюты и т. д.). Обычно участниками программы были успешные ораторы и идеологи политических партий и блоков, члены правительства, народные депутаты Украины. В нескольких передачах (специальных выпусках — например, о Голодоморе) в качестве почетного гостя выступал Президент Украины Виктор Ющенко
Кроме того, в зале работал карикатурист — украинский художник Василий Вознюк. Его задача — нарисовать «смысловые» карикатуры на всех спикеров. Обычно художник брал за основу фундаментальную позицию оратора и в соответствии с ней рисовал карикатуру.

## Наиболее часто приглашаемые гости (выборочно)
- Юлия Тимошенко
- Арсений Яценюк
- Юрий Луценко
- Давид Жвания
- Сергей Соболев
- Игорь Криль
- Нестор Шуфрич
- Юрий Мирошниченко
- Раиса Богатырева
- Инна Богословская
- Василий Волга
- Анна Герман

## История развития
Проект «Свобода» начал своё развитие еще в России. Программа «Свобода слова» Савика Шустера выходила на канале НТВ, позиционирующемся как независимый от властей. Однако после сокращения информационного вещания, программе пришлось искать новое пристанище. Новым и решающим этапом развития программы стал переезд Шустера на Украину, где как раз в это время стал развиваться политический кризис. «Свобода слова» стала выходить на украинском канале ICTV и очень скоро завоевала лидирующие позиции в различных рейтингах и небывалую популярность среди телезрителей. Совершенно неожиданно в 2007 году Савик Шустер заявил о своем уходе с ICTV. Канал оставил за собой права на трансляцию «Свободы слова» (эта программа и сейчас выходит на ICTV). Стало известно, что Шустер будет работать на ведущем украинском канале Интер и создаст там несколько собственных проектов. 26 августа 2007 года в эфир был запущен проект «Свобода Савика Шустера».

### Шустер live
Летом 2008 года Савик Шустер и шеф-редактор проекта Владимир Долин написали заявления об увольнении с канала Интер по собственному желанию. Программа переехала на канал «Украина» и в очередной раз сменила название на «Шустер Live». В отличие от всех предыдущих форматов программ, Шустер Live производится самим автором и его собственной компанией «Савик Шустер Студиос», то есть, хозяином и руководителем проекта стал не канал, а сам ведущий. Контракт между «Савик Шустер Студиос» и каналом «Украина» заключён на два года.
5 сентября 2008 состоялся первый эфир телепередачи. Пятничный выпуск имеет формат, похожий на проект «Свобода». Ежедневный выпуск, выходивший до 11 июня 2010 года, был посвящён обзору прошедшего дня.

### Свобода на Интере
После ухода Савика Шустера с Интера, его генеральный продюсер Анна Безлюдная заявила, что канал запускает собственный проект с прежним названием «Свобода». Как выяснилось позже, Интер разработал уникальный формат политического шоу — его ведущим является один из известных политиков. Пилотный выпуск передачи вёл спикер парламента Арсений Яценюк, затем ведущими были Инна Богословская и Евгений Червоненко. Четвертый (специальный) выпуск программы был посвящён мировому финансовому кризису; в студию были приглашены президент Виктор Ющенко, премьер-министр Юлия Тимошенко, председатель ВР Украины Арсений Яценюк, председатель Нацбанка Владимир Стельмах, председатель Партии регионов Виктор Янукович, руководитель парламентской фракции БЮТ Иван Кириленко, руководитель фракции НУ-НС Вячеслав Кириленко и многие другие влиятельные представители украинского политикума. Развернулась масштабная экономическая дискуссия, которая, однако, не переросла в реальную консолидацию сил. Прозвучали призывы президента к объединению вокруг национальной идеи, однако в остальном формат «дискуссии» снова перерос во взаимные обвинения со стороны практически всех участников передачи.

## Достижения
- Премия «Телетриумф-2007» в номинации «Общественно-политическая передача» (Свобода слова).